# Dorcadion urdzharicum
Dorcadion urdzharicum es una especie de coleóptero de la familia de los cerambícidos.

## Distribución
Se encuentra en Kazajistán.